# Mesochra arenicola
Mesochra arenicola is een eenoogkreeftjessoort uit de familie van de Canthocamptidae. De wetenschappelijke naam van de soort is voor het eerst geldig gepubliceerd in 1940 door Nicholls.